# Índia Morena
A artista circense Margarida Pereira de Alcântara, conhecida como Índia Morena, nasceu em 13 de julho de 1943 na cidade do Recife, capital de Pernambuco.

## Biografia
Pelo grande talento e tempo de trabalho, Índia Morena é considerada uma das grandes artistas circenses de Pernambuco.
Quando criança, ela foi catadora de crustáceos no mangue do Recife para ajudar no sustento da casa, tendo abandonado a vida familiar quando, ao ingressar pela primeira vez num palco, venceu o concurso de calouros promovido pelo Circo Democratas, no ano de 1952. Depois disso, não conseguiu viver longe dos palcos.
Índia Morena saiu de casa em julho de 1953, contrariando sua mãe, e integrou a trupe de artistas do Circo Itaquatiara. De acordo com a própria artista, o título de Índia Morena veio por meio de duas questões: primeiramente por conta da sua semelhança física e do parentesco com o povo indígena, bem como pela admiração que ela possuía por uma artista circense, que assistiu quando era criança e que se chamada Linda Morena.

## Trabalhos
Em seus longos anos de palco, Índia Morena passou pelo trapézio voador, escada giratória, ara vertical, tendo se firmado, no entanto, como contorcionista. O Gran Londres Circo, atualmente, é seu lugar de trabalho, também liderado pela mesma. Em 2006, Índia Morena recebeu o título de Patrimônio Vivo de Pernambuco, como reconhecimento pelo seu talento e pelo trabalho desenvolvido durante anos em favor da arte e da cultura pernambucana.